# Peggy Ann Garner
Peggy Ann Garner (Canton, 3 de fevereiro de 1932 - Los Angeles, 16 de outubro de 1984) foi uma atriz estadunidense. Em 1945, ela ganhou o Oscar Juvenil por seu papel como Francie Nolan em  Laços Humanos (1945).
Seus outros filmes conhecidos são A Pequena Talismã em 1938, Esposa Só no Nome e Florisbella Domestica o Baby, ambos em 1939, O Libertador em 1940, Esquadrão de Águias em 1942 e As Chaves do Reino e Jane Eyre ambos em 1944.
Garner foi casada e se divorciou três vezes. Seu segundo marido foi o ator Albert Salmi, com quem ela teve uma filha, Katherine.

## Filmografia
| Ano  | Título                   | Papel                | Nota(s) |
| ---- | ------------------------ | -------------------- | ------- |
| 1939 | In Name Only             | Ellen                |         |
| 1939 | Blondie Brings Up Baby   | Melinda Mason        |         |
| 1942 | The Pied Piper           | Sheila Cavanaugh     |         |
| 1944 | Jane Eyre                | Jane Eyre as a child |         |
| 1944 | The Keys of the Kingdom  | Young Nora           |         |
| 1945 | A Tree Grows in Brooklyn | Francie              |         |
| 1945 | Nob Hill                 | Katie Flanagan       |         |
| 1945 | Junior Miss              | Judy Graves          |         |
| 1946 | Home Sweet Homicide      | Dinah Carstairs      |         |
| 1947 | Thunder in the Valley    | Maggie Moore         |         |
| 1947 | Daisy Kenyon             | Rosamund O'Mara      |         |
| 1948 | The Sign of the Ram      | Christine St. Aubyn  |         |
| 1949 | Bomba, the Jungle Boy    | Patricia Harland     |         |
| 1949 | The Big Cat              | Doris Cooper         |         |
| 1949 | The Lovable Cheat        | Julie Mercadet       |         |
| 1951 | Teresa                   | Susan Cass           |         |
| 1954 | Black Widow              | Nancy "Nanny" Ordway |         |
| 1966 | The Cat                  | Susan Kilby          |         |
| 1978 | A Wedding                | Candice Ruteledge    |         |